# نوامبر (فیلم ۲۰۱۷)
نوامبر (انگلیسی: November) یک فیلم به کارگردانی رینر سارنت است که در سال ۲۰۱۷ منتشر شد. این فیلم بر اساس رمان پرفروش رهپا نوشته اندروس کیویرا است.